# كلوديا بيمش
كلوديا هاميلتون بيمش (بالإنجليزية: Claudia Beamish)‏ من مواليد التاسع من آب/أغسطس 1952، هيَ كاتبة وسياسيّة اسكتلنديّة وعضو في البرلمان الإسكتلندي عن مِنطقة جنوب اسكتلندا حيثُ تمّ انتخابها في 5 أيار/مايو 2011.

## الحياة المُبكّرة
كلوديا بيمش هي ابنة البارون والسياسي من حزب المحافظين فيكتور هاميلتون بيمش من زوجته الأولى جانيت ماكميلان ستيفنسون. في بداياتها؛ عملت بيمش كمعلمة في مدرسة ابتدائية قبل أن تلجَ عالم السياسة في وقتٍ لاحق.

## الحياة السياسية
خلت بيمش عالم السياسة عام 2003 كمترشحة لتمثيل منطقة جنوب اسكتلندا في البرلمان. بحلول عام 2007؛ شاركت كلورديا في انتخابات البرلمان الإسكتلندي كما حاولت الترشح في دومفريزشير، كليديسدال وتويدديل في الانتخابات العامة عام 2010. انضمّت بيمش للجنة تكافؤ الفرص في البرلمان الإسكتلندي في النصف الثاني من عام 2011 وعقبَ انتخاب جوهان لامونت كزعيم لحزب العمال؛ عُيّنت بيمش في منصب وزيرة للبيئة وتغير المناخ. استأجرت كلوديا في وقتٍ لاحق شقة شقة في ادنبره كانَ يملكها وزير التعليم السابق بيتر بيكوك وبدأت منها عملها في عديد المجالات بما في ذلكَ دعم النساء ومكافحة العنف ضدهنّ.

## الحياة الشخصية
بيمش هي شريكة مايكل ديرينغتون الفاعل الجمعوي والناشط المدني من كلايديزدال.